# Rafael E. Cid Pérez
Rafael Esteban Cid Pérez (Villafranca de los Barros, Badajoz, 1940 - Sevilla, 2012) fue un ajedrecista español. 

## Biografía
Como responsable federativo desempeñó los cargos de presidente de la Federación Sevillana de Ajedrez (1981-1986) y de la Federación Andaluza de Ajedrez (1986-1994), así como la vicepresidencia de la Federación Española de Ajedrez (1992-1996). En 1987 consiguió para España la celebración de la final del Campeonato Mundial de Ajedrez (Sevilla, 1987), entre los ajedrecistas Anatoli Kárpov y Gary Kasparov, siendo ésta la primera vez que dos jugadores soviéticos disputaban un mundial completo fuera de la URSS. También destacó por su faceta de historiador del ajedrez y buena muestra de ello son sus biografías de Joaquín Torres Caravaca y Juan de la Matta y Ortigosa, publicadas en el Diccionario de Ateneístas II (2004) por el Ateneo de Sevilla.[cita requerida]